# David Strnad
David Strnad (* 29. října 2000, Uherský Brod) je český spisovatel. Žije v Újezdci u Uherského Brodu.
Už od útlého věku se úspěšně účastní literárních soutěží ve svém rodném městě. Rád čte a čerpá inspiraci z knížek. Má rád dobrodružné a napínavé knihy. Jeho oblíbeným žánrem je sci-fi. Mezi jeho zájmy patří především psaní, ale jeho velkou zálibou jsou také počítačové hry. Navštěvuje Gymnázium Jana Amose Komenského v Uherském Brodě a je redaktorem školního časopisu Doutnák.
Ve svých patnácti letech vydal svou první knihu s názvem Na cestě po Galaxii, kterou představil 17. 12. 2015 v Knihovně Františka Kožíka v Uherském Brodě.

## Dílo
- Lazarus - Na cestě po Galaxii, Nakladatelství Monument, 2015, ISBN 978-80-88143-01-7 – sci-fi román